# Parlamentswahl in der Republik Zypern 2006
- AKEL: 18
- EDEK: 5
- KOP: 1
- DIKO: 11
- DISY: 18
- Evroko: 3

Die Parlamentswahl in der Republik Zypern 2006 zum Repräsentantenhaus fand am 21. Mai 2006 statt. Die Wahlbeteiligung betrug 87,91 %. Die Beteiligung war traditionell hoch, da Wahlpflicht besteht.

## Ergebnisse
Die kommunistische Anorthotiko Komma Ergazomenou Laou (Wiederaufbaupartei des werktätigen Volkes, AKEL) erhielt 31,1 Prozent. Sie erlitt starke Verluste, blieb aber stärkste Kraft. Die konservative Dimokratikos Synagermos (Demokratische Sammlung, DISY) wurde mit 30,4 % zweitstärkste Kraft, verlor aber auch an Stimmen. Die sozialdemokratische Partei Kinima Sosialdimokraton (Bewegung der Sozialdemokraten, EDEK) erhielt 8,9 % und verzeichnete einen Stimmenzuwachs. Die zentristische Evropaiko Komma (Europäische Partei, Evroko) erhielt 5,7 Prozent. Die grüne Kinima Oikologon Perivallontiston (Ökologie- und Umweltbewegung, KOP) erhielt 1,9 Prozent.
Den größten Stimmengewinn erfuhr die bürgerlich-liberal ausgerichtete Dimokratiko Komma (Demokratische Partei, DIKO) mit 17,9 % der Stimmen (2001: 14,8 %). Die Partei stellte seit 2000 den Präsidenten Tassos Papadopoulos. Die Koalition gehört zu den Kräften, die einer Wiedervereinigung mit dem türkischen Teil von Zypern skeptisch gegenübersteht. Tassos Papadopoulos hatte in dem Referendum aus dem Jahr 2004 gegen die Wiedervereinigung aufgerufen.
Im Folgenden die Änderung der Sitzverteilung aufgrund der Wahl 2006:
| Abkürzung | Griechischer Name                  | Deutscher Name                            | Ausrichtung                                | Sitze 2001 | Sitze 2006 |
| --------- | ---------------------------------- | ----------------------------------------- | ------------------------------------------ | ---------- | ---------- |
| DISY      | Dimokratikos Synagermos            | Demokratische Sammlung                    | konservativ, christdemokratisch            | 19         | 18         |
| AKEL      | Anorthotiko Komma Ergazomenou Laou | Fortschrittspartei des werktätigen Volkes | kommunistisch                              | 20         | 18         |
| DIKO      | Dimokratiko Komma                  | Demokratische Partei                      | liberal, nationalistisch                   | 09         | 11         |
| EDEK      | Kinima Sosialdimokraton            | Bewegung der Sozialdemokraten             | sozialdemokratisch, nationalistisch        | 04         | 05         |
| Evroko    | Evropaiko Komma                    | Europäische Partei                        | zentristisch, nationalistisch              | –          | 03         |
| KOP       | Kinima Oikologon Perivallontiston  | Ökologie und Umwelt Bewegung              | grün, nationalistisch                      | 01         | 01         |
| EDI       | Enomeni Dimokrates                 | Vereinigte Demokraten                     | liberal                                    | 01         | 0          |
| ADIK      | Agonistiko Dimokratiko Kinima 1    | Kampf gegen die demokratische Bewegung    | konservativ, zentristisch, nationalistisch | 01         | – *        |
| NEO       | Nei Orizontes 2                    | Neue Horizonte                            | konservativ, nationalistisch               | 01         | – *        |

## Gesamtergebnis
| Partei                 | Partei                                                                         | Stimmen                   | %                         | ±                         | Sitze                     | ±   |
|                        | Anorthotiko Komma Ergazomenou Laou (Fortschrittspartei des werktätigen Volkes) | 131.066                   | 31,13                     | −3,58                     | 18                        | −2  |
|                        | Dimokratikos Synagermos (Demokratische Sammlung)                               | 127.776                   | 30,34                     | −3,66                     | 18                        | −1  |
|                        | Dimokratiko Komma (Demokratische Partei)                                       | 75.458                    | 17,92                     | +3,08                     | 11                        | +2  |
|                        | Kinima Sosialdimokraton EDEK (Bewegung der Sozialdemokraten)                   | 37.533                    | 8,91                      | +2,40                     | 5                         | +1  |
|                        | Evropaiko Komma (Europäische Partei)                                           | 24.196                    | 5,75                      | neu                       | 3                         | +3  |
|                        | Kinima Oikologon Perivallontiston (Ökologische und Umweltbewegung)             | 8.193                     | 1,95                      | −0,03                     | 1                         | ±0  |
|                        | Enomeni Dimokrates (Vereinigte Demokraten)                                     | 6.567                     | 1,56                      | −1,03                     | 0                         | −1  |
|                        | Eleftheri Polites (Freie Bürger)                                               | 5.157                     | 1,22                      | neu                       | 0                         | neu |
|                        | Evropaiki Dimokratia (Europäische Demokratie)                                  | 1.844                     | 0,44                      | neu                       | 0                         | neu |
|                        | Politiko Kinima Kynigon (Politische Jägerbewegung)                             | 1.112                     | 0,26                      | neu                       | 0                         | neu |
|                        | Laiko Sosialistiko Kinima (Sozialistische Volksbewegung)                       | 981                       | 0,23                      | neu                       | 0                         | neu |
|                        | Unabhängige                                                                    | 1.204                     | 0,29                      | +0,07                     | 0                         | ±0  |
|                        | Diverse Parteien von 2001                                                      | Diverse Parteien von 2001 | Diverse Parteien von 2001 | Diverse Parteien von 2001 | Diverse Parteien von 2001 | −2  |
| Gültige Stimmen        | Gültige Stimmen                                                                | 421.087                   | 100,00                    | –                         | 56                        | 0   |
| Ungültige Stimmen      | Ungültige Stimmen                                                              | 14.724                    | 3,30                      | –                         | –                         | –   |
| Leere Wahlzettel       | Leere Wahlzettel                                                               | 10.104                    | 2,27                      | –                         | –                         | –   |
| Abgestimmt/Beteiligung | Abgestimmt/Beteiligung                                                         | 445.915                   | 89,00                     | −2,75                     | -                         | -   |
| Nichtteilnahme an Wahl | Nichtteilnahme an Wahl                                                         | 55.109                    | 11,00                     | +2,75                     | –                         | –   |
| Registrierte Wähler    | Registrierte Wähler                                                            | 501.024                   | -                         | -                         | –                         | –   |